# Mastophora timuqua
Mastophora timuqua är en spindelart som beskrevs av Levi 2003. Mastophora timuqua ingår i släktet Mastophora och familjen hjulspindlar. Inga underarter finns listade i Catalogue of Life.